# Абрамикас, Викторас
Викторас Абрамикас (лит. Viktoras Abramikas; 1 ноября 1908 — 31 января 1972) — литовский футболист, вратарь. Выступал за сборную Литвы.

## Биография
На клубном уровне выступал за каунасский ЛФЛС.
Также был игроком национальной сборной Литвы. Дебютировал за сборную в возрасте 18 лет 27 июля 1927 года в товарищеском матче со сборной Латвии. Принимал участие в Кубках Балтии 1929, 1930 и 1931 годов и стал победителем розыгрыша 1930. Последний матч за сборную провёл 19 июня 1935 года в товарищеской игре со сборной Эстонии.
Умер 31 января 1972 года в Чикаго-Хайтс, Иллинойс.